# Esmail Kaboutaran
Esmail Kaboutaran (persisch اسماعیل کبوتران; * 28. November 1975) ist ein ehemaliger iranischer Sprinter, der sich auf den 400-Meter-Lauf spezialisiert hat. Seinen größten Erfolg feierte er mit dem Sieg in der 4-mal-400-Meter-Staffel bei den Hallenasienmeisterschaften 2004 in Teheran.

## Sportliche Laufbahn
Erste Erfahrungen bei internationalen Meisterschaften sammelte Esmail Kaboutaran vermutlich bei den Westasienspielen 2002 in Kuwait, bei denen er in 48,43 s den vierten Platz über 400 Meter belegte. 2004 gewann er bei den erstmals ausgetragenen Hallenasienmeisterschaften in Teheran in 49,32 s die Bronzemedaille hinter seinen Landsleuten Mohammad Akefian und Edward Mangasar und sicherte sich mit der iranischen 4-mal-400-Meter-Staffel in 3:16,99 min die Goldmedaille. Seitdem sind keine weiteren offiziellen Wettkampfteilnahmen dokumentiert.

## Persönliche Bestzeiten
- 400 Meter: 47,32 s, 21. Juni 2003 in Almaty
  - 400 Meter (Halle): 49,32 s, 8. Februar 2004 in Teheran